# ArcGIS

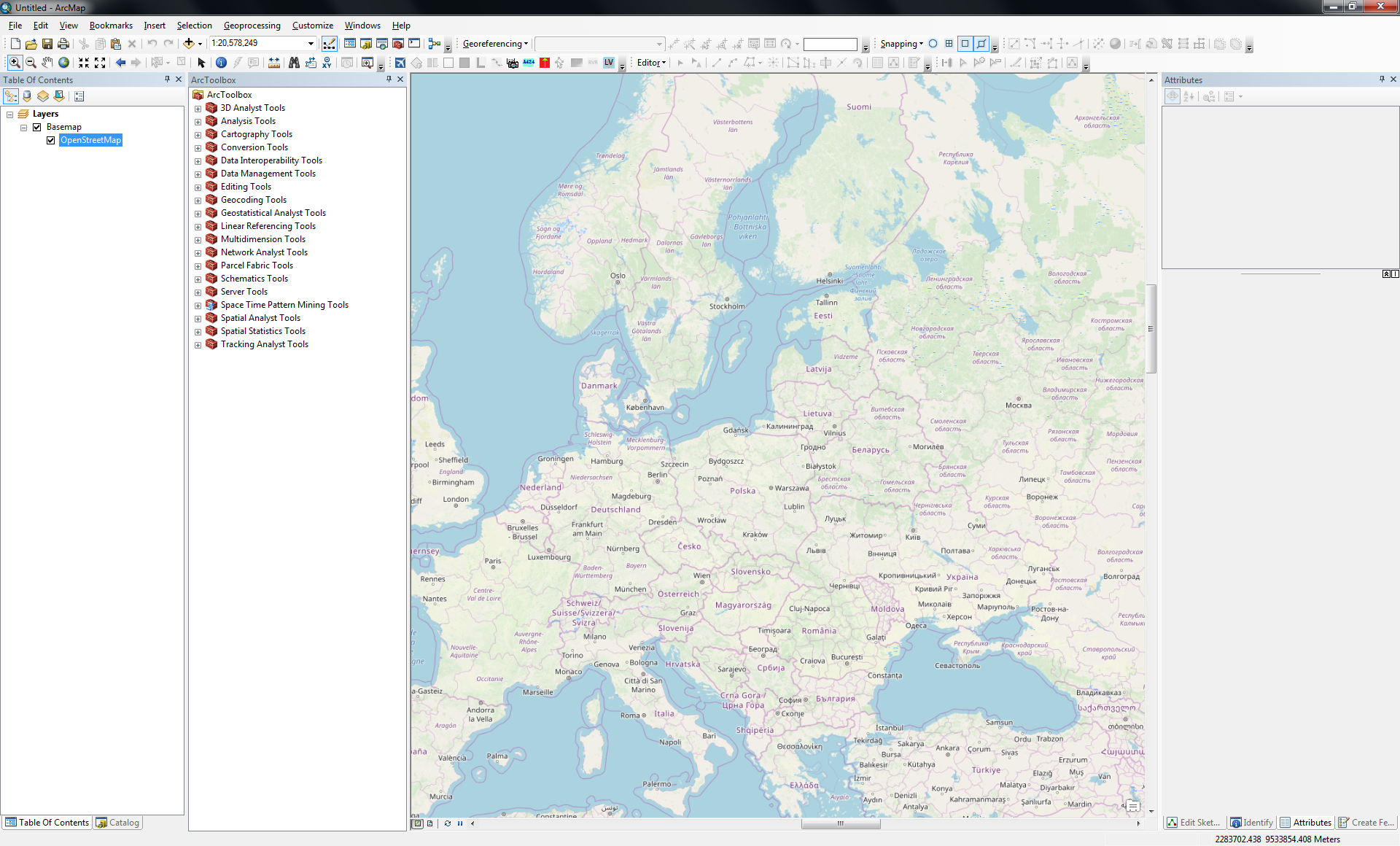

ArcGIS는 지도 및 지리 정보로 작업하기 위한 지리 정보 체계(GIS)이다.